# Chagas Rodrigues
Francisco das Chagas Caldas Rodrigues, mais conhecido como Chagas Rodrigues, (Parnaíba, 8 de novembro de 1922 — Brasília, 7 de fevereiro de 2009) foi um advogado e político brasileiro. Eleito governador do Piauí em 1958, teve os direitos políticos cassados pelo Regime Militar de 1964 através do Ato Institucional Número Cinco em 1969.

## Dados biográficos

### Governador do Piauí

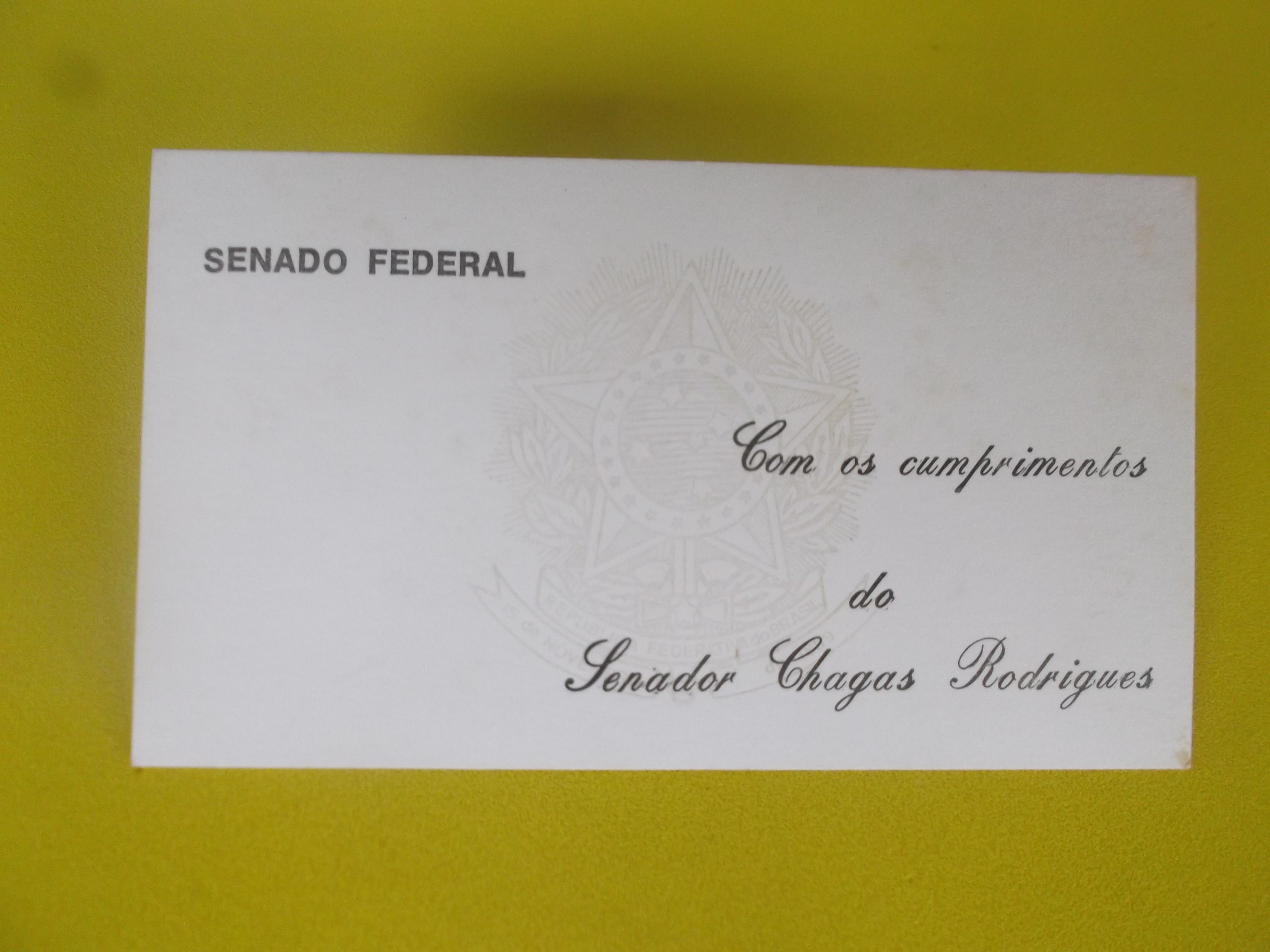
Cartão de visitas de senador

Filho de Poncion de Queiroz Rodrigues e Ignésia de Caldas Rodrigues. Advogado formado pela Universidade de São Paulo, era oficial da reserva do Exército Brasileiro (posto de 2º tenente). Assessor jurídico do Ministério da Fazenda em 1947, tornou-se professor do Centro Universitário de Brasília após a cassação de seus direitos políticos.
Eleito deputado federal pela UDN em 1950, migrou para o PTB sendo reeleito em 1954. Candidato a um novo mandato, teve seus planos alterados quando um acidente automobilístico num povoado próximo a Teresina vitimou Demerval Lobão e Marcos Parente na chamada tragédia da Cruz do Cassaco em 4 de setembro de 1958. Os mortos eram candidatos a governador e a senador do Piauí em 1958 e tiveram que ser substituídos, nessa ordem, por Chagas Rodrigues e Joaquim Parente, este último irmão de Marcos Parente. Em meio a comoção, Rodrigues foi eleito tanto governador quanto deputado federal optando pelo cargo executivo permitindo a efetivação de Heitor Cavalcanti como deputado federal enquanto Joaquim Parente assegurou um mandato de senador.

### Cassação pelo AI-5
Atento ao calendário eleitoral renunciou ao governo do estado em 1962 e empreendeu uma dupla candidatura sendo derrotado na eleição para senador e eleito para o seu terceiro mandato de deputado federal chegando a presidir a convenção nacional do PTB em 1965, contudo a imposição do bipartidarismo pelo Regime Militar de 1964 o fez ingressar no MDB, sendo reeleito em 1966, chegando a primeiro vice-líder da bancada. Sua carreira política foi interrompida em 29 de abril de 1969 por força do Ato Institucional Número Cinco e seus direitos políticos foram suspensos por dez anos, o que acabaria por deixar a oposição no estado do Piauí sob o comando de próceres como Severo Eulálio e João Mendes Olímpio de Melo. Ante sua "inatividade compulsória" lecionou no Centro Universitário de Brasília. Decretada a anistia em agosto de 1979, retornou à atividade política e ensaiou reestruturar o PTB, porém ingressou no PMDB com vistas ao pleito de 1982.

### Retorno à política
Em 1982 foi candidato a senador pelo Piauí e embora tenha recebido quase 80 mil votos a mais que João Lobo (PDS) não foi eleito em razão da legislação vigente, que considerava a soma do total de candidatos de cada partido (sublegendas) e não apenas a votação individual dos mesmos. Retornou então ao Distrito Federal e prestou assessoria ao governo daquela unidade federativa e em 1985 foi nomeado secretário do Trabalho pelo governador José Aparecido de Oliveira. Mais uma vez candidato a senador em 1986 foi eleito e em 1988 foi um dos fundadores do PSDB e disputou a reeleição em 1994 sem que se sagrasse vencedor.

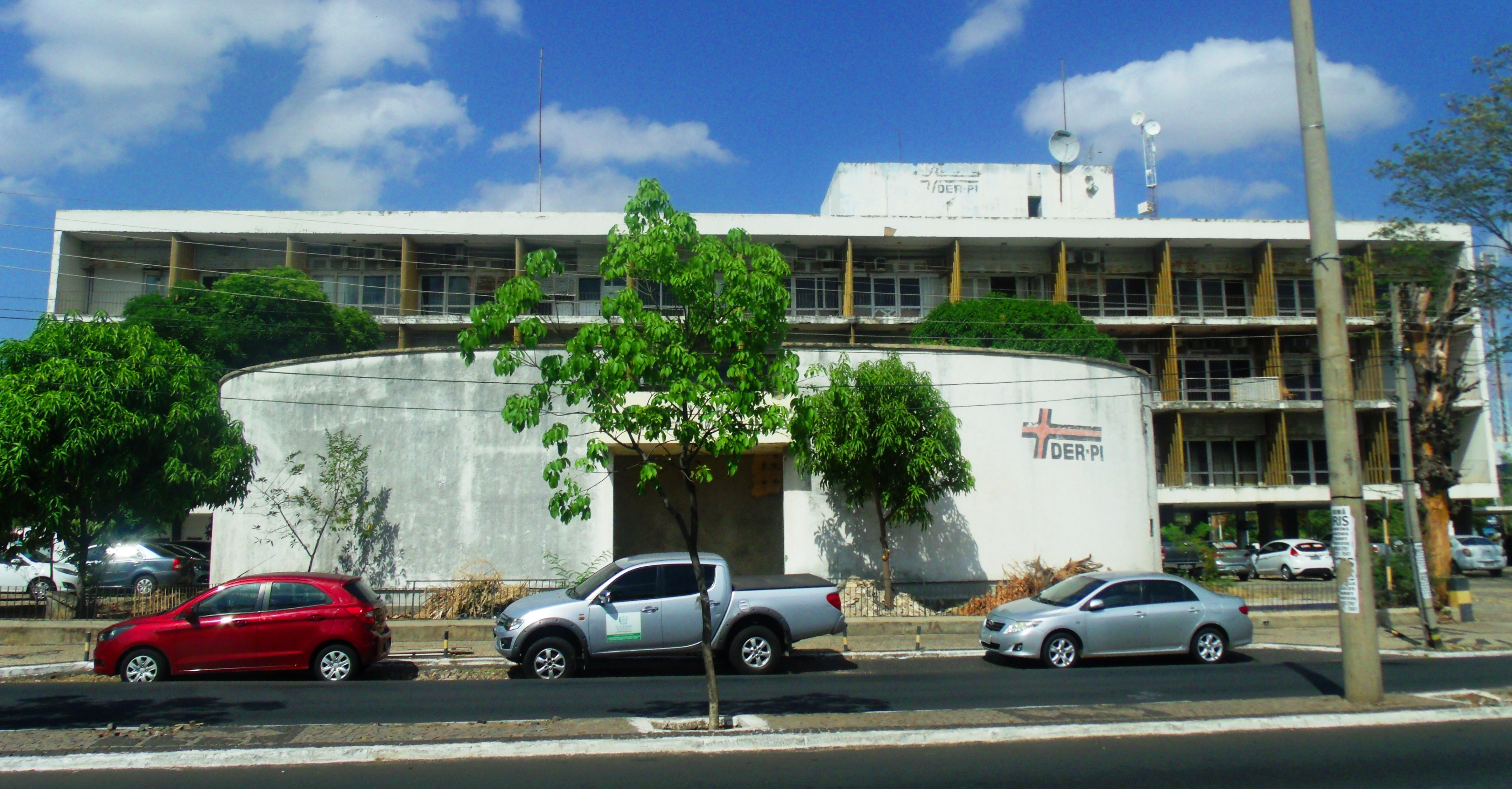
Edifício Chagas Rodrigues, sede do Departamento de Estradas de Rodagem do Piauí (DER-PI).

### Últimos anos
Desde o fim de seu mandato passou a residir em Brasília e em 2007 foi indenizado por conta das arbitrariedades sofridas durante o período militar no Brasil conforme a Comissão de Direitos Humanos do Ministério da Justiça. Com a saúde abalada em razão de um acidente vascular cerebral e apresentando sintomas do Mal de Alzheimer, ficou viúvo em 12 de novembro de 2006 após o falecimento de sua esposa, D. Maria do Carmo Correia de Caldas Rodrigues. Chagas Rodrigues faleceu em Brasília vítima de falência múltipla dos órgãos, no dia 7 de fevereiro de 2009.